# New Summerfield
New Summerfield é uma cidade localizada no estado norte-americano do Texas, no Condado de Cherokee.

## Demografia
Segundo o censo norte-americano de 2000, a sua população era de 998 habitantes.
Em 2006, foi estimada uma população de 1038, um aumento de 40 (4.0%).

## Geografia
De acordo com o United States Census Bureau tem uma área de
12,1 km², dos quais 12,1 km² cobertos por terra e 0,0 km² cobertos por água. New Summerfield localiza-se a aproximadamente 104 m acima do nível do mar.

## Localidades na vizinhança
O diagrama seguinte representa as localidades num raio de 20 km ao redor de New Summerfield.